# Heliornis fulica
Heliornis fulica là một loài chim trong họ Heliornithidae.